# Спортиво Триниденсе
Спортиво Триниденсе — парагвайский футбольный клуб из района Сантисима Тринидад в Асунсьоне. Основан 11 августа 1935 года. Их домашние игры проходят на стадионе Мартин Торрес. Их традиционным соперником является Рубио Нью, из того же района. Выступает в чемпионате Парагвая.

## История
Впервые клуб играл в первом дивизионе Парагвая в 1994 году.
В 2010 году Триниденсе вернулся в Первый дивизион после победы во Втором дивизионе в 2009 году.
В 2024 году клуб впервые сыграл в континентальных турнирах: Кубке Либертадорес и Южноамериканском кубке.

## Достижения
- Чемпионат Парагвая по футболу (Второй дивизион): 1

1. 2009

- Чемпионат Парагвая по футболу (Третий дивизион)[англ.]: 4

1. 1982, 1987, 1990, 2002